# کازویا ایگاراشی
کازویا ایگاراشی (انگلیسی: Kazuya Igarashi؛ زادهٔ ۲۴ اکتبر ۱۹۶۵) بازیکن فوتبال اهل ژاپن است.
از باشگاه‌هایی که در آن بازی کرده‌است می‌توان به باشگاه فوتبال جف یونایتد ایچیهارا چیبا اشاره کرد.